# Oxacis laevicollis
Oxacis laevicollis är en skalbaggsart som beskrevs av Horn 1896. Oxacis laevicollis ingår i släktet Oxacis och familjen blombaggar. Inga underarter finns listade i Catalogue of Life.